# Lac de Puyvalador
Le lac de Puyvalador est un lac artificiel des Pyrénées-Orientales formé par une retenue de l'Aude et de son affluent le Galbe par le barrage de Puyvalador. 

## Géographie
Sur le plateau du Capcir, le lac de retenue de 90 ha se trouve sur le territoire des communes de Formiguères, Puyvalador et Réal à 1 418 m d'altitude.

## Histoire
En 2019, l'entreprise EDF Renouvelables annonce son projet d'installer des panneaux solaires photovoltaïques flottants sur les surfaces du lac de Puyvalador et du lac de Matemale.